# STP (revue)
Pour les articles homonymes, voir STP.
STP est une revue française consacrée à la critique de la bande dessinée créée à la fin des années 1970. Ce titre est considéré comme l'un des précurseurs dans une analyse critique propre à la bande dessinée, lançant notamment dans son numéro 0, un appel « pour une critique nouvelle,. »